# Mbala Mbuta Biscotte
Mbala Mbuta Biscotte (Kinshasa, 7 aprile 1985) è un ex calciatore della Repubblica Democratica del Congo.